# Keith Dorney
Keith Rober Dorney (Allentown, 3 dicembre 1957) è un ex giocatore di football americano statunitense che ha militato nel ruolo di offensive tackle nella National Football League (NFL).

## Carriera
Al college Dorney giocò a football a Penn State, venendo premiato come All-American. Fu scelto dai Detroit Lions nel corso del primo giro (decimo assoluto) del Draft NFL 1979. Vi giocò per tutti i nove anni di carriera, fino al 1987 e nel 1982 fu convocato per il Pro Bowl. Con i Lions giocò sia come guardia che come offensive tackle, bloccando per il running back Billy Sims, uno dei migliori corridori della NFL all'inizio degli anni ottanta. Fu il capitano dell'attacco dal 1983 al 1987.

## Palmarès
- Convocazioni al Pro Bowl: 1

1982
- PFWA All-Rookie Team - 1979
- College Football Hall of Fame